# شاتیلون، واله دائوستا
شاتیلون، واله دائوستا (به ایتالیایی: Châtillon) یک کومونه در ایتالیا است که در واله دائوستا واقع شده‌است.

## خصوصیات
شاتیلون ۳۹٫۷۷ کیلومترمربع مساحت و ۴٬۹۶۶ نفر جمعیت دارد و ۵۴۹ متر بالاتر از سطح دریا واقع شده‌است.